# Bio Møn
Bio Stege er en biograf i Stege på Møn, der blev grundlagt i 1907. Biografen har én sal med plads til 99 personer.

## Historie
Den første biografi byen åbnede i 1907, og i 1914 blev den flyttet til den nuværende lokation i Storegade. I 1941 blev der åbnet et nyt og mere moderne biografteater, med 290 sæder og et nyt lærred. I 1955 blev biogafen igen moderniseret.  1960'erne fik den nyt fremviser- og lydsystem.
I 1994 blev biografen moderniseret og antallet af pladser blev reduceret til 150. I 2012 blev den digitaliseret.
I 2011 overgik driften til Kino Møn og ejerskabet af Biografen Stege. Året efter blev foyeren renoveret og i 2014 blev salen renoveret med nye stole, nyt lærred, lamper og tæppe samt gulvbelægning. Det nuværende antal sæder i salen er 99. I 2019 blev lærredet udskiftet.
En tidligere Cinemechanica Victoria 8 35 mm kinomaskine fra biografen er i dag udstillet på Thorsvang - Danmarks Samlermuseum, der ligger i Stege.